# Bělorusskaja (stanice metra v Moskvě)
Bělorusskaja (rusky Белорусская) je stanice moskevského metra. Pojmenována je po náměstí Běloruského nádraží, k němuž je přistavěn západní vestibul stanice. Východní vestibul je přístupný z rohu ulic Lesnaja a Butyrskij val. Stanice byla zprovozněna 30. ledna 1952.

## Charakter stanice
Bělorusskaja se nachází na Kolcevské a Zamoskvorecké, v severní části okruhu.

### Nástupiště na Kolcevské lince
Na okružní lince je to podzemní, trojlodní a přestupní stanice, založená 42,5 m pod povrchem. Boční lodě mají průměr 8,5 m, střední loď 9,5. Všechny tři jsou spolu propojeny prostupy. Ze stanice vedou dva výstupy na povrch, po eskalátorovém tunelu vycházejícím z prostředku střední lodě do dvojice povrchových vestibulů u Běloruského nádraží a nově (výstup byl vybudován v roce 1998) z východního konce tunelu na Lesní ulici. Výstup byl proražen na místě, kde původně byla umístěna monumentální plastika Sovětské Bělorusko autoru Orlova, Rabinoviče a Slonimové. Stanice je také propojena přestupní chodbou vycházející z prostředku střední lodě kolmo k ose stanice s linkou Zamoskvoreckaja.
Sloupy stanice jsou obloženy šedým mramorem, jejich hlavice a oblouky klenby nesou reliéfní ornamenty. Střední klenba je pak zdobena dvanácti mozaikovými paneau na téma života běloruského národa. Pylony jsou zakončeny svítilnami v podobě váz ze skla a mramoru. Stěny bočních tunelů jsou obloženy bílými keramickými dlaždicemi, podlaha imituje koberec s vetkanými běloruskými národními motivy.